# Gunung Tahan
Pour les articles homonymes, voir Tahan (homonymie).
Le Gunung Tahan est la plus haute montagne de Malaisie péninsulaire et le point culminant de la chaîne Tenasserim, à 2 187 m d'altitude. Il fait partie du parc national de Taman Negara.